# Peur primale
Pour les articles homonymes, voir Primal Fear.
Pour plus de détails, voir Fiche technique et Distribution.
Peur primale ou Terreur extrême  au Québec (Primal Fear) est un thriller juridique américain réalisé par Gregory Hoblit, sorti en 1996.

## Synopsis
Ancien procureur de Chicago, Martin Vail est devenu un avocat très médiatisé. Pour assurer la défense de ses clients, l'avocat vedette du barreau de la ville est aidé par son assistante Naomi Chance et par le détective Tommy Goodman, un ancien policier. Après une grosse affaire où il a travaillé pour le criminel Joey Pinero, il décide de prendre gratuitement la défense d'Aaron Stampler. Ce  jeune homme venu du Kentucky est accusé d'avoir sauvagement assassiné à coups de couteau l'archevêque Rushman, une éminente personnalité de la ville. Stampler l'aurait tué après lui avoir tranché la main et écorché les paupières. Arrêté par la police après avoir fui le lieu du crime, il explique à Vail qu'il a de fréquentes « absences » et ne se souvient que de s'être trouvé auprès du cadavre, le couteau ensanglanté à la main, et d'avoir aperçu un homme prendre la fuite. Le procès débute, présidé par la juge Miriam Shoat. Vail a pour adversaire la procureure Janet Venable, qui fut autrefois son assistante et sa petite amie lorsqu'il était lui-même procureur. Janet s'est vu attribuer cette affaire par le procureur d'État John Shaughnessy, lequel s'avère être un politicien retors et un homme d'affaires sans scrupules.
Vail est convaincu de l'innocence de son client, un pauvre garçon timide et psychologiquement fragile. Avec Goodman et Chance, il se lance donc sur les traces du troisième homme. Pendant ce temps, le docteur Molly Arrington, psychiatre, interroge régulièrement Aaron pour comprendre le fond de sa pensée, le jeune homme semblant souffrir de troubles de mémoire réguliers et d'un trouble dissociatif de l'identité (ou trouble de la personnalité multiple). Goodman et Vail finissent par retrouver Alex, un ancien camarade d'Aaron, qui a suivi les cours de catéchisme de l'archevêque en même temps qu'Aaron et sa petite amie. Cette dernière a disparu de la circulation, mais Aaron ne semble pas inquiet. Alex avoue rechercher une cassette vidéo, cachée quelque part, le montrant avec Aaron et son amie faisant l'amour, le film étant « mis en scène » par l'archevêque. Après avoir retrouvé la cassette dans la demeure du prélat et l'avoir visionnée, Vail, en colère contre Aaron, lui rend visite en prison pour lui faire avouer ce qu'il a pu cacher d'autre. Négligeant les avertissements d'Arrington, il se retrouve d'un seul coup face à « Roy », la face cachée d'Aaron : ce dernier confesse avoir commis le meurtre pour protéger Aaron, qu'il juge trop faible pour survivre.
Vail comprend alors que son client est à la fois coupable et innocent. Il fait déposer la cassette chez Venable, qui l'utilise pour démontrer le mobile que les enquêteurs recherchaient en vain, puis se sert alors de ces éléments pour amener Shaughnessy à la barre, en lui faisant avouer avoir couvert les agissements de Rushman afin de ne pas nuire à ses affaires. Mais la juge annule ce témoignage, reprochant à Vail de négliger son client au profit de sa vendetta personnelle contre le procureur d'État. La seule possibilité pour Vail de gagner est de produire des éléments montrant qu'Aaron n'est pas responsable de ses agissements, c'est-à-dire apporter la preuve de son trouble mental. Le docteur Arrington témoigne, mais son récit est fortement remis en doute par Venable, aucune caméra ne tournant lors des aveux de « Roy ». Faisant témoigner alors Aaron, Vail s'arrange pour que l'agressivité de Venable fasse sortir « Roy », qui agresse la jeune femme. La juge suspend le procès et propose le vice de forme à Venable, mais cette dernière le refuse. Les deux parties se mettent donc d'accord sur un internement psychiatrique.
Vail se rend ensuite dans la cellule du tribunal où se trouve Aaron, pour lui annoncer la bonne nouvelle : il pourra être soigné et libéré dans quelques mois. Mais à la suite d'une remarque qui échappe au jeune homme, Vail sent un doute s'insinuer en lui. « Roy » lui explique alors qu'Aaron n'a jamais existé, et qu'il a manipulé Vail depuis le début pour tourner le procès à son avantage. Il avoue également avoir tué sa petite amie. Vail alors choisit d'éviter les flashs et sort humble et désabusé par la petite porte à l'arrière du tribunal.

## Fiche technique
- Titre : Peur primale
- Titre anglais : Primal Fear
- Réalisation : Gregory Hoblit
- Scénario :  Ann Biderman et Steve Shagan, d'après le roman Terreur extrême de William Diehl
- Musique : James Newton Howard
  - Musique additionnelle : Dulce Pontes
- Photographie : Michael Chapman
- Montage : David Rosenbloom
- Casting : Deborah Aquila et Jane Shannon
- Production : Gary Lucchesi (en) et Robert McMinn
- Société de production et de distribution : Paramount Pictures
- Pays de production :  États-Unis
- Langue : anglais
- Format : Couleurs - son Dolby Digital
- Genre : Drame, Policier
- Durée : 129 minutes
- Dates de sortie :
  - États-Unis :  3 avril 1996
  - France : 5 juin 1996
- Ce film a été classé tous publics lors de sa sortie en salles.
- Déconseillé aux moins de 12 ans à la télévision, mais déconseillé aux moins de 10 ans lors de sa diffusion sur TCM Cinéma.

## Distribution
- Richard Gere (VF : Robert Guilmard[1]) :  Me Martin Vail, avocat défendant Piñero et Stampler
- Laura Linney (VF : Stéphanie Murat[1]) : Janet Venable, procureure
- Edward Norton (VF : Mathias Kozlowski[1]) : Aaron Stampler, accusé
- John Mahoney (VF : Yves Barsacq[1]) : John Shaughnessy, procureur de l'état
- Frances McDormand (VF : Denise Metmer[1]) : Dr Molly Arrington, neuropsychologue
- Alfre Woodard (VF : Laure Sabardin) : Miriam Shoat, juge
- Terry O'Quinn (VF : Gilles Guillot) : Bud Yancy
- Andre Braugher (VF : Serge Faliu) : Tommy Goodman, détective pour Vail
- Steven Bauer (VF : Emmanuel Jacomy[1]) : Joey Piñero
- Joe Spano : Capitaine Abel Stenner
- Tony Plana : Martinez
- Stanley Anderson (VF : Jacques Ciron[1]) : Richard Rushman, archevêque
- Maura Tierney (VF : Rafaele Moutier[1]) : Naomi Chance
- Jon Seda (VF : Ludovic Baugin[1]) : Alex

## Production

### Choix des interprètes
- Leonardo DiCaprio, Matt Damon, James Marsden, Edward Furlong, James Van Der Beek, Wil Wheaton et Danny Masterson ont été approchés pour le rôle d'Aaron mais l'ont refusé. C'est finalement Edward Norton qui sera retenu et décroche par la même occasion son premier rôle au cinéma[2]. Il est nommé aux Oscars pour sa prestation, et débute une importante carrière.
- Lors de son entretien avec James Lipton à l'émission Inside the Actors Studio, celui-ci l'informe qu'Edward  a été choisi parmi 2 100 personnes pour son rôle de Aaron Stampler dans le film Peur primale.

### Dates et lieux de tournage
- Début de tournage : 28 avril 1995
- Fin de tournage : inconnu
- Lieux de tournage : Chicago et Los Angeles

## Musique
- Canção do Mar par Dulce Pontes.

## Distinctions

### Récompenses

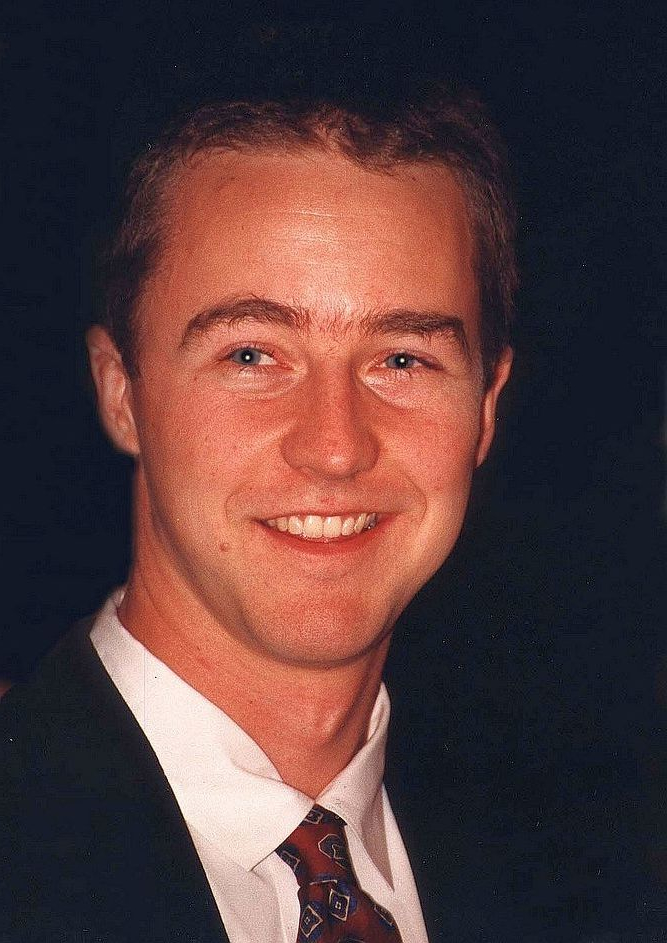
Le film révèle l'acteur Edward Norton, qui est nommé à l'Oscar et reçoit un Golden Globe.

- 1997 : Golden Globe du Meilleur second rôle pour Edward Norton

### Nominations
- 1997 : Oscar du Meilleur second rôle pour Edward Norton.
- 1997 : Saturn Award du meilleur acteur dans un second rôle pour Edward Norton
- 1997 : BAFTA du meilleur acteur dans un second rôle pour Edward Norton

## Accueil

### Accueil critique
Jean Tulard écrit dans Guide des films (éditions Robert Laffont, 2002) : « On dirait un téléfilm, et Gere n'arrange pas les choses en avocat sûr de lui ».
Pierre Murat écrit dans Le Guide du cinéma chez soi (Télérama hors série, 2002) : « ... la double personnalité du coupable repose sur les ficelles usées de la psychanalyse made in Hollywood... ce film à procès dénonce bien les mœurs d'une certaine église, les magouilles de certains procureurs et l'ambiguïté de certains avocats stars dans les médias... sa mise en scène, ici, est extrêmement efficace. Et Edward Norton accusé du meurtre d'un évêque pornographe est étonnant ».

### Box-office
Peur primale est un succès commercial, rapportant 102 616 183 $ de recettes mondiales, dont 56 116 183 $ aux États-Unis, où il occupe la première place du box-office durant trois semaines, pour un budget de 30 000 000 $.
En France, le succès du film est plus limité, puisqu'il totalise près de 430 000 entrées.

## Autour du film
- Première réalisation au cinéma pour Gregory Hoblit, connu grâce à la télévision avec la réalisation de New York Police Blues en 1993 (série).
- Gregory Hoblit retrouve Laura Linney et Andre Braugher trois ans après leurs premières collaborations avec Class of'61.
- Richard Gere retournera avec Laura Linney en 2002 pour La Prophétie des ombres de Mark Pellington.